# Дедова (гора)
Де́дова (Дедого́р) — гора на Среднем Урале, в окрестностях села Тараскова Новоуральского городского округа Свердловской области. Высота — 452,2 метра. В окрестностях горы находится святой источник Марии Египетской.

## География
Гора Дедова находится в Новоуральском городском округе, к востоку от села Тараскова. Расстояние от центра села до вершины горы — приблизительно 1,5 км. Само Тарасково находится в межгорной местности Караульной, Дедовой и других гор Среднего Урала.
Вместе с окрестными вершинами Дедогор образует небольшой хребет, протянувшийся в севера на юг более чем на 5 километров. Он составляет часть большой горной цепи, протянувшейся далеко на юг. К югу от хребта Дедовой горы расположена другая гора — Берёзовая.
Высота вершины Дедовой горы над уровнем моря — 452,2 метра. На горе находится садоводческое товарищество «Строитель-4». Оно окружено сосново-берёзовым лесом, находящимся в пределах Починковского участка Новоуральского участкового лесничества ГУ СО «Невьянское лесничество».
Вершина Дедовой горы является отличным местом для обзора окрестностей. Отсюда открывается вид на озеро Таватуй и прибрежные посёлки Калиново и Таватуй. Со стороны Тараскова на гору возможен проезд на автомобиле. Кроме того, через гору проходят лесные дороги, соединяющие село Тарасково и сады «Строитель-4» с остановочным пунктом Калиново Свердловской железной дороги, расположенным приблизительно в 2 км к северо-востоку от вершины. Данный остановочный пункт находится на межстанционном перегоне Мурзинка — Таватуй, проходящий с севера на юг по восточному склону Дедовой горы и её хребта в целом. Это место является самым высоким и труднопроходимым на участке Нижний Тагил — Екатеринбург, в связи с чем возникают проблемы с подъёмом поездов, особенно грузовых. До начала 2000-х годов кроме остановочного пункта Калиново на этом перегоне существовал также остановочный пункт Дедогор (в прошлом — разъезд), находившийся к юго-востоку от Дедовой горы.
На восточном склоне Дедовой горы берёт исток река Витилка, впадающая в озеро Таватуй, а к западу от горы, через село Тарасково, протекает река Нейва, берущая исток к юго-западу от горного хребта.
На западном склоне Дедовой горы, между вершиной и селом Тарасковом, с севера на юг пролегает линия электропередач, соединяющая подстанцию «Бунарскую» города Новоуральска с высоковольтной линией «ВЛ 110 кВ СУГРЭС — ПС Школьная».

## Источник Марии Египетской
На западном склоне Дедовой горы, в стороне от линии электропередач, находится святой источник преподобной Марии Египетской. Место благоустроено: здесь построена купальня с оборудованным спуском в воду. На данный источник приезжает множество паломников.
Источник Марии Египетской находится в непосредственной близости от села Тараскова. До источника можно доехать на автомобиле: сначала нужно проехать примерно 800 м от сельской улицы Кирова в сторону СНТ «Строитель-4», затем в районе линии электропередач повернуть налево и проехать ещё 200 м. Сам источник будет находиться слева от дороги, в лесу.